# Lake Adams
Lake Adams ist ein See beim Ort Mariginiup im australischen Bundesstaat Western Australia.
Der See ist 840 Meter lang, 340 Meter breit und liegt auf 47 Metern über dem Meeresspiegel.